# كارلوس لويس توريس
كارلوس لويس توريس (بالإسبانية: Carlos Luis Torres)‏ (20 مارس 1968 بأسونسيون في باراغواي - ) هو لاعب كرة قدم باراغواياني في مركز الهجوم. شارك مع منتخب باراغواي لكرة القدم. أما مع النوادي، فقد لعب مع أرجنتينوس جونيورز وأوليمبيا أسونسيون وريال خاين وسيوداد دي مورسيا ونادي بطليوس ونادي راسينغ ونيولز أولد بويز وTacuary ‏.

## وصلات خارجية
- كارلوس لويس توريس على موقع الاتحاد الدولي (مؤرشف)  (الإنجليزية)
- كارلوس لويس توريس على موقع ناشيونال فوتبول تيمز (الإنجليزية)